# Xanthorhoe dissociata
Xanthorhoe dissociata är en fjärilsart som beskrevs av W. Warren 1897. Xanthorhoe dissociata ingår i släktet Xanthorhoe och familjen mätare. Inga underarter finns listade i Catalogue of Life.